# Marek Krzystanek
Marek Jan Krzystanek (ur. 1972) – polski lekarz psychiatra i poeta, profesor doktor habilitowany nauk medycznych i nauk o zdrowiu, seksuolog i psychoterapeuta poznawczo-behawioralny. 
Kierownik Kliniki Rehabilitacji Psychiatrycznej Śląskiego Uniwersytetu Medycznego w Katowicach.
Prekursor telemedycyny w Polsce, obecnie przewodniczący Naukowej Sekcji Telepsychiatrii Polskiego Towarzystwa Psychiatrycznego.

## Życie prywatne
Identyfikuje się jako punk, trenuje boks, gra na puzonie i didgeridoo.

## Wybrane odznaczenia i wyróżnienia
- Złota Synapsa za rozwój telepsychiatrii (2017)[6]
- Nagroda Ministra Zdrowia za wdrożenie nowoczesnych rozwiązań w telemedycynie (2019)[7]
- Srebrny Krzyż Zasługi (2021)[8][3]

## Wybrane publikacje książkowe

### Z dziedziny medycyny
- Marek Krzystanek: Jak ja leczę. Wydawnictwo PZWL, 2019, s. 143. ISBN 978-83-200-5642-6.
- Marek Krzystanek: Archipelagi psychofarmakologii. Termedia, 2020, s. 161. ISBN 978-83-7988-318-9.
- Marek Krzystanek, Irena Krupka-Matuszczyk: Kosmetologia psychiatryczna. EduFactory, 2022, s. 100. ISBN 978-83-945121-3-2.
- Marek Krzystanek: Endokrynoseksuologia. Wydawnictwo PZWL, 2023, s. 420. ISBN 978-83-01-23262-7.

### Poezja[2]
- Krwawe Zimy (2007)
- Białe Wilki (2011)
- Zimne Słońce (2012)
- Bestionizm (2014)
- Jasne i Ciemne Haiku (2016)
- Arkadia Indygo (2018)